# Anthony Foley
Anthony Gerard Foley (Limerick, 30 ottobre 1973 – Suresnes, 16 ottobre 2016) fu un giocatore e allenatore irlandese di rugby a 15, militante per tutta la sua carriera agonistica nel ruolo di terza linea centro per la provincia di Munster, nonché 62 volte internazionale per l'Irlanda tra il 1995 e il 2005.
Al momento della morte, avvenuta in un albergo francese, era allenatore dello stesso Munster, con cui stava preparando un incontro di Champions Cup contro il Racing 92.

## Biografia
Figlio del seconda linea Brendan Foley, Anthony iniziò a giocare con lo Shannon nell'All-Ireland League. Il 21 gennaio 1995 esordì con la nazionale irlandese, segnando anche una meta nella partita persa 20-8 contro l'Inghilterra nell'ambito del Cinque Nazioni. In seguito fu convocato per disputare la Coppa del Mondo di rugby 1995 in Sudafrica.
Lo stesso anno si unì al Munster, squadra con la quale perse due finali di Heineken Cup nel 2000 e nel 2002.
Il primo successo con il Munster comunque non tardò ad arrivare, con la vittoria della Celtic League 2002-03. Nel 2003 Foley fu pure convocato per disputare l'edizione della Coppa del Mondo ospitata dall'Australia. Divenuto nel frattempo capitano del Munster, guidò la sua squadra alla conquista della Heineken Cup 2005-06 dopo la vittoria 23-19 contro il Biarritz nella finale di coppa.
L'ultima partita di Anthony Foley con l'Irlanda risale all'incontro del Sei Nazioni 2005 perso 32-20 contro il Galles. Nel 2008 si ritirò dal rugby giocato e intraprese l'attività di allenatore. L'European Rugby Cup, nel maggio 2010, lo inserì nel Dream Team composto dai giocatori che si distinsero maggiormente durante i precedenti 15 anni di competizioni europee per club.
Dopo essere stato dal 2011 l'allenatore degli avanti del Munster, dal 2014 Foley ne assunse l'incarico di capo allenatore.
Il 16 ottobre 2016, mentre si trovava alloggiato con la squadra a Suresnes, località dell'Île-de-France vicino a Parigi, Foley morì improvvisamente; la squadra stava preparandosi all'incontro di Champions Cup contro i locali del Racing 92. L'autopsia effettuata dalle autorità francesi ascrisse il decesso a edema polmonare indotto da aritmia cardiaca; le esequie si tennero il 21 ottobre successivo e in suo onore sia gli edifici di contea sia della municipalità di Limerick tennero la bandiera a mezz'asta in segno di lutto.

## Palmarès
- Celtic League: 1
2002–03
- Celtic Cup: 1
2004-05
- Heineken Cup: 2
2005-06, 2007-08